# Чурбига
Чурбига — река в России, протекает в Томской области. Устье реки находится в 148 км по правому берегу реки Орловка. Длина реки составляет 173 км, площадь водосборного бассейна 2790 км².

## Бассейн
- 14 км: Тура
- Сухой
- 41 км: река без названия
- 49 км: Сегонды
  - 89 км: Бурукан
    - 21 км: Ланкеть

  - 107 км: река без названия
- Одиг
- 115 км: Чинкыке
- 133 км: Прямая
- 141 км: Тамджа
- 144 км: река без названия

## Данные водного реестра
По данным государственного водного реестра России относится к Верхнеобскому бассейновому округу, водохозяйственный участок реки — Кеть, речной подбассейн реки — бассейн притоков (Верхней) Оби от Чулыма до Кети. Речной бассейн реки — (Верхняя) Обь до впадения Иртыша.